# الكلية الملكية للفنون
الكلية الملكية للفنون هي جامعة بحثية عامة في لندن في المملكة المتحدة ولها حُرُم في جنوب كينسينجتون وباتيرسيا ووايت سيتي. هي الجامعة الوحيدة المختصة بكاملها بتوفير التعليم مابعد الجامعي في الفنون والتصميم في العالم، وتقدم شهادات عليا في الفنون والتصميم لطلاب من أكثر من 60 بلدا. وفي عام 2019 احتلت الجامعة الترتيب الأول في التصنيف العالمي للجامعات (كواكواريلي سيموندس) في مجال الفنون والتصميم لخمس سنوات متعاقبة منذ إدخال تصنيف مجالات المواد عام 2014.

## تاريخها

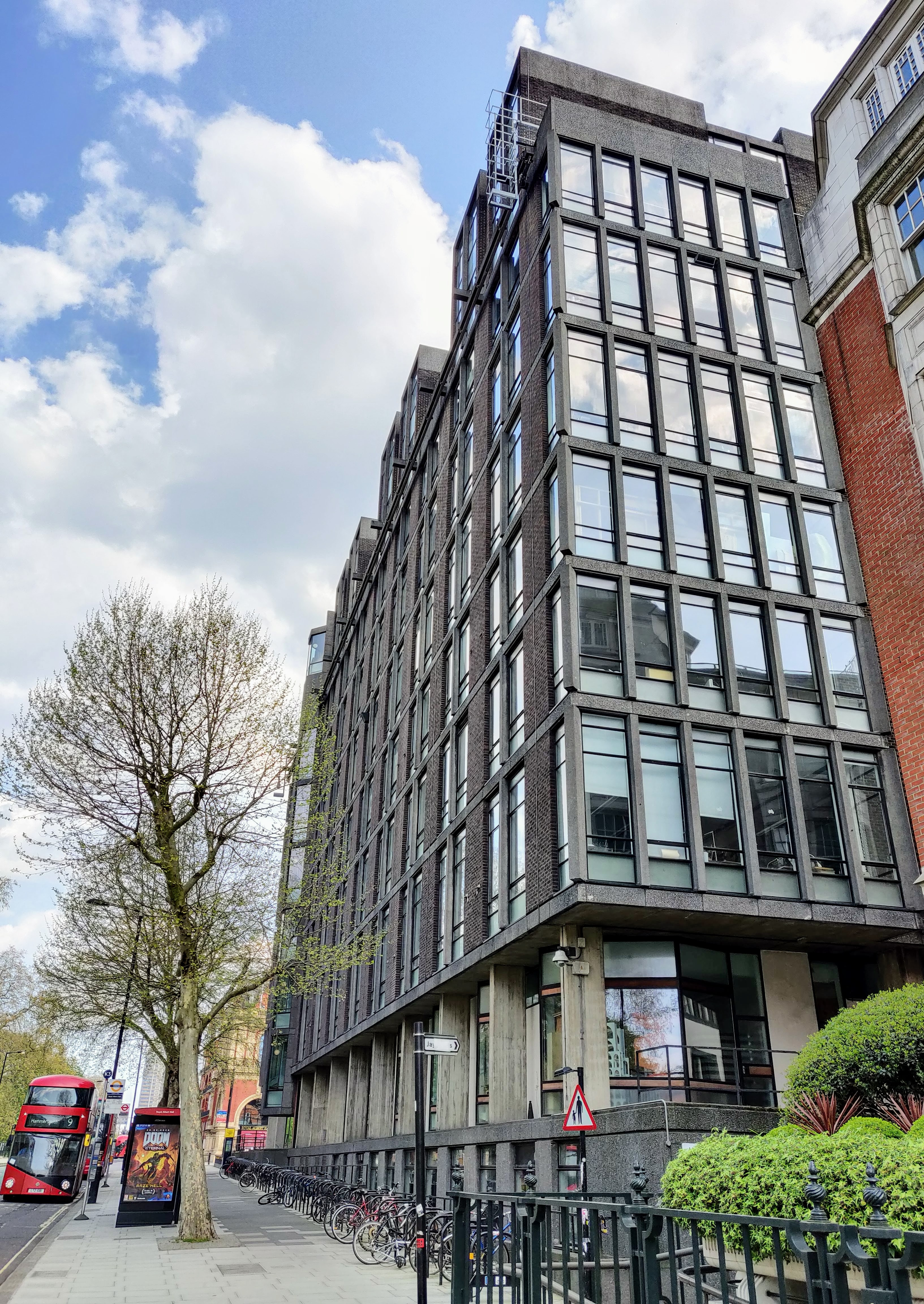
مبنى الكلية

أسست الجامعة في مبنى سومرست هاوس عام 1837 باسم الكلية الحكومية للتصميم أو كلية العاصمة للتصميم، أصبح رئيسها ريتشارد بارشت عام 1852، وتوسعت عام 1853 وانتقلت إلى مبنى مارلبورو هاوس، وبعدها عام 1853 أو 1857 إلى جنوب كينسينجتون في نفس موقع متحف جنوب كينسينجتون. وأعيد تسميتها إلى كلية التدريب المتوسط للفنون عام 1857، والكلية الوطنية للتدريب على الفنون عام 1863. كانت في نهايات القرن التاسع عشر كلية لتدريب المعلمين بشكل رئيسي، ومن بين طلاب هذه الفترة جورج كلوزين وكريستوفر دريسر ولوك فيلديز وكيت غرينوي وغيرترود جيكل.
وفي عام 1896 أو 1897 أصبح اسمها الكلية الملكية للفنون وتحول التركيز على التدريس إلى ممارسة الفنون والتصميم. وبدأ تدريس التصميم الغرافيكي والتصميم الصناعي وتصميم المنتجات في أواسط القرن العشرين. وتوسعت الكلية في الستينيات، وفي عام 1967 تلقت ميثاقا ملكيا أعطاها صفة جامعة مستقلة مع سلطة منحها شهاداتها الخاصة.

## حُرم الجامعة
للجامعة ثلاثة حُرم، في جنوب كينسينجتون وفي باتيرسيا وفي وايت سيتي. يعود مبنى داروين في منطقة كينسينجتون جوري إلى الستينيات وهو ضمن الدرجة الثانية في قائمة المباني التاريخية. صممه فريق من العاملين في الجامعة وهم إتش. تي. كادبوري براون، هوه كاسون وروبرت جودين.
انتقل قسم النحت عام 1991 إلى مصنع تم تحويله لهذا الغرض بعد نهر التايمز في باتيرسيا. وفي أوائل عام 2000 أضيف إلى الكلية حرم ثانٍ كبير بني في الموقع مع خدمة نقل عبر حافلات تربطها بكينسينجتون، وبعد التوسيع العقاري الناجح التي قامت به شركة رايت أند رايت (بميزانية 4.3 مليون جنيه استرليني، ومساحة أرضية 2500 متر مربع) افتتح بناء قسم النحت الحالي في يناير عام 2009.
بدأ هاورث تومبكنز بخطة رئيسية واستكملت المرحلة الأولى من مراحل التصميم الثلاثة بافتتاح بناء ساكلر في 19 نوفمبر 2009 ليضم قسم الرسم، ويحتفي اسم المبنى بالمنحة الهامة لمؤسسة الدكتور مورتمير وثيريزا ساكلر.
وافتتح مبنى دايسون الذي سمي بهذا الاسم تكريما لجيمس دايسون -الذي تبرعت جمعيته الخيرية التعليمية بمبلغ 5 ملايين جنيه استرليني في التنمية- وذلك في 24 سبتمبر 2012. وهو مبنى الطباعة والتصوير، ويضم جناحا للابتكار حيث يمكن يمكن للمصممين المبتدئين إطلاق أعمالهم.
وافتتح مبنى ووه في 30 سبتمبر 2015 متمما مشروع باتيرسيا. وسمي بهذا الاسم احتفاءا بالسيد بوشينغ والسيدة هيلين ووه اللذان أسسا منحا دراسية في الكلية الملكية للفنون منذ التسعينيات. ويضم المبنى قسم برامج السيراميك والزجاج والمجوهرات والمعادن. وقد صمم بوابات المبنى من الألمنيوم الخريج ماكس لامب.

## البرامج
توفر الكلية دبلومًا جامعيًا سابقًا لبرامج الماجستير، وشهادات ماجستير في الفنون وماجستيرًا بحثيًا وماجستير فلسفة ودكتوراه في 28 اختصاص مقسمة على 4 كليات وهي العمارة والفنون والإنسانيات والاتصال والتصميم. يتعاون برنامج تاريخ التصميم مع متحف فكتوريا وألبرت، وهناك برنامجين مضاعفين للماجستير في الفنون والماجستير في العلوم في كلية لندن الملكية.
توفر الجامعة، إضافة إلى الشهادات الرسمية، برامج الكلية الصيفية والتربية التنفيذية خلال العام. كما تقدم برامج الإنكليزية للأغراض الأكاديمية للمتقدمين الراغبين بتحسين قدراتهم في الإنكليزية الأكاديمية لتحقيق متطلبات الدخول في الكلية.
أعلنت الجامعة في أوائل عام 2019 إطلاق برنامجها نيو جينيريشن. سيقوم البرنامج إلى جانب مبادرات أخرى 'بتقديم المناهج العلمية ضمن الخليط الخلاق للمناهج التقليدية المتوفرة'. ستضم البرامج الجديدة العمارة البيئية والتوجه الرقمي، مع برامج مستقبلية تتمحور حول الروبوتات النانوية واللدنة وعلوم الحاسوب وتعلم الآلة وعلم المواد والاقتصاد الدائري.

## التصنيفات
صنفت الجامعة عام 2019 في الترتيب الأول في حقل الفنون والتصميم في التصنيف العالمي للجامعات الذي ينشره كواكواريلي سيموندس لخمس سنوات على التوالي، رافعة رصيدها الإجمالي من 96/100 إلى 99.1/100.
وفي أغسطس 2015 صنفت الأولى في قائمة برامج الماجستير في الأزياء لشركة أزياء ضمن موقع للأزياء.
وفي أبريل 2011 صنفت الجامعة الأولى في المملكة المتحدة من حيث كليات الفنون الجامعية، قام بالتصنيف مجلة مودرن باينترز وجمعت البيانات باستبيان على محترفي عالم الفنون.
وفي عملية تقييم البحوث 2008، تلقى 40% من نتائج بحوث الكلية التقييم الأعلى ("الأول عالميا")، وثالث أعلى تصنيف في حقل الفنون والتصميم، وقد تلقت ف حوالي 50 مؤسسة تصنيفا أعلى في مجمل الحقول.

## الخريجون
تخرج من الكلية الملكية للفنون وكلياتها السابقة الكثير من الخرجين البارزين في عديد من المجالات.
ومن بينهم من درس في كلياتها السابقة في القرن التاسع عشر مثل جورج كلاوسين وكريستوفر دريسر والسيد لوك فيلدس وكيت غرينوي وغيرترود جيكل وإيدوين لوتينز.
أما من بين خريجيها في القرنين العشرين والواحد والعشرين النحاتون باربرا هيبورث وهنري مور والرسامون فرانك أويرباخ وديفيد هوكني وبريدجيت ريلي والسيد بيتر بلايك وتشارلز تونيكلف والفنانون جاك ودينوس تشابمان وتريسي إمين ور. ب. كيتاج، ومصمموا الأزياء أوسي كلارك وزاندرا رودز، والمصممون الصناعيون جيمس دايسون، وديفيد ميلور، ومخرجوا الأفلام طوني وريدلي سكوت والمصممون توماس هيثرويك والسيد ديفيد أدجاي والعضوة البارزة في الحركة المنادية بحق المرأة بالاقتراع سيلفيا بانكورست والموسيقي إيان دوري والممثل آلان ريكمان.

## التكريميات والجوائز
حصلت الكلية الملكية للفنون على العديد من الجوائز التي تمنحها لخريجيها ومن بينها جائزة شيلا روبنسون للرسم.